# Rik Janssen
Rik Arend Janssen (Arnhem, 30 december 1957) is een Nederlands politicus voor de Socialistische Partij (SP). Op 11 juni 2019 werd hij geïnstalleerd als lid van de Eerste Kamer der Staten-Generaal. Sinds 25 januari 2022 is hij de fractievoorzitter van de SP in de Eerste Kamer.

## Loopbaan
Janssen was horecaondernemer in Scheveningen. In 1998 kreeg hij een ernstig auto-ongeluk, waarna zowel zijn korte- als langetermijngeheugen was aangetast. Ter revalidatie studeerde hij rechten aan de Open Universiteit, waar hij in 2009 cum laude afstudeerde. Hij was van 2007 tot 2011 justitieel beleidsmedewerker van de SP-Tweede Kamerfractie. Van 11 januari tot 14 april 2011 was hij lid van de Tweede Kamer, als tijdelijk vervanger van Sadet Karabulut, die met zwangerschapsverlof ging.
Vanaf 27 april 2011 was Janssen lid van Gedeputeerde Staten in de provincie Zuid-Holland. Van 2011 tot 2015 was hij belast met de portefeuilles bestuur, jeugdzorg en maatschappelijke ontwikkeling en milieu. Vanaf 2015 heeft hij de portefeuilles Milieu, bodemsanering  en toezicht & handhaving, Water en Vervoer over water, Cultureel erfgoed en Maatschappij en IPO- bestuur. Tijdens de lange formatie in Zuid-Holland na de Provinciale Statenverkiezingen 2019 trad Jansen op 11 juni af in verband met zijn benoeming in de Eerste Kamer.
In januari 2022 volgde hij Tiny Kox op als voorzitter van de SP-fractie in de Eerste Kamer.
Lies van Aelst · Bastiaan van Apeldoorn · Rik Janssen
Theo Bovens (CDA) · 
Johan Dessing (FVD) · 
Auke van der Goot (OPNL) · 
Alexander van Hattem (PVV) · 
Tineke Huizinga (CU) · 
Rik Janssen (SP) · 
Tanja Klip-Martin (VVD) · 
Ilona Lagas (BBB) · 
Paul van Meenen (D66) · 
Annabel Nanninga (JA21) · 
Gaby Perin-Gopie (Volt) · 
Martin van Rooijen (50+) · 
Paul Rosenmöller (GL-PvdA) · 
Peter Schalk (SGP) · 
Ingrid Visseren-Hamakers (PvdD)
- Parlement.com: vif4b8ypg7wh